# 봉상균
봉상균(奉相均, 1932년 9월 10일 ~ 2017년 4월 15일)은 대한민국의 그래픽 디자이너로 본관은 하음이다. 영화 감독 봉준호의 아버지이기도 하다.

## 생애
1951년에 서울대학교 미술대학 회화과에 입학했으며 1959년에 서울대학교 미술대학에서 응용미술학과 학사 학위를 취득했다. 1959년부터 1962년까지 문화공보부 국립영화제작소에서 미술실장으로 근무했다.
1965년부터 1977년까지 계명대학교에서 미술대학 객원 교수로 근무했으며 1968년에는 일본 도쿄 학예 대학 산하 구성학 연구실에서 교환 교수로 근무했다. 1968년부터 1970년까지 대구상공회의소 전문위원, 경상북도 대구시 건축자문위원을 역임했고 1970년에는 한국디자인포장센터에서 연구상무이사로 근무했다.
1970년부터 1978년까지 효성여자대학교(현재의 대구가톨릭대학교)에서 미술대학 교수로 근무했으며 1977년부터 1979년까지 경희대학교 대학원에서 미술과 석사 과정을 이수했다. 1978년부터 1979년까지 영남대학교에서 미술대학·대학원 교수로 근무했고 미국 시러큐스 대학교 대학원에서 커뮤니케이션과를 이수했다. 1980년부터 1982년까지 한국디자인학회 부회장을 역임했으며 1982년부터 1995년까지 서울과학기술대학교에서 조형대학 교수로 근무했다.
1993년부터 1995년까지 한국디자인진흥원 전문위원을 역임했으며 1994년에는 한국디자인트렌드학회를 설립하고 이사장을 역임했다. 1999년부터 2010년까지 서울과학기술대학교에서 조형대학 명예교수로 근무했다. 1965년부터 2009년까지 12회에 걸쳐 개인전을 개최했고 1970년부터 2009년까지 열린 9차례의 단체전에 참가했다. 2012년에는 한국디자인진흥원으로부터 디자이너 명예의 전당에 헌액되었다.

## 사생활
봉상균은 소설가 박태원의 딸이기도 한 박소영과의 사이에서 2남 2녀(첫째 아들 봉준수, 첫째 딸 봉지희, 둘째 딸 봉지영, 둘째 아들 봉준호)를 두었다. 봉상균의 첫째 아들인 봉준수는 서울대학교에서 영어영문학과 교수로 근무했고 봉상균의 둘째 아들인 봉준호는 영화 감독으로 활동했다. 봉상균의 첫째 딸인 봉지희는 패션 디자이너로 활동했으며 연성대학교에서 패션스타일리스트과 교수로 근무했다.

## 저서
- 1988년 ~ 1990년 《기초 디자인》 (조형사)
- 1991년 《레이아웃 기법》 (조형사)
- 1991년 《현대 문양 디자인》 (조형사)
- 1992년 《한국의 전통색》 (KBS 한국방송공사·색채연구소 프로젝트)
- 1993년 《세계 심볼마크와 로고 도감》 (디자인오피스)

## 수상
- 1952년: 대통령 표창 수훈 (한국 전쟁 참전 기념)
- 1953년: 화랑무공훈장 수훈
- 1998년: 대통령 표창 수훈 (교육자 정년 퇴임 기념)
- 2003년: 근정포장 수훈
- 2012년 한국디자인진흥원 디자이너 명예의 전당 헌액